# Río Hondo (Guatemala)
Río Hondo è un comune del Guatemala facente parte del dipartimento di Zacapa.